# 沙尼 (索恩-卢瓦尔省)
沙尼（法語：Chagny，法語發音：[ʃaɲi]），法国东部城市，勃艮第-弗朗什-孔泰大区索恩-卢瓦尔省的一个市镇，隶属于索恩河畔沙隆区，其市镇面积为18.9平方公里，2022年1月1日时人口数量为5,402人，在法国城市中排名第2,016位。
沙尼位于索恩-卢瓦尔省北部偏东，德讷河畔，其北侧与科多尔省接壤，是一个区域性的中心城市和交通枢纽，巴黎－马赛铁路和讷韦尔－沙尼铁路在此交汇，另有多个方向的干线公路经过此地。

## 地名来源
“沙尼”一名最初以“Chagneyacum”的形式被记载，其中“Chagney”一名来源于高卢语贝里方言（一说普瓦图方言），意为“橡树”，其对应的现代法语单词为“chêne”。

## 历史

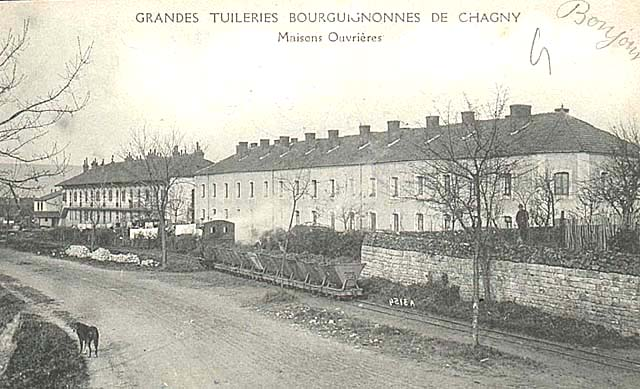
20世纪初沙尼的一处瓦窑厂

沙尼的早期历史尚不清楚，其所处区域在中世纪初曾一度为勃艮第王国的一部分，是欧坦主教的一处领地。沙尼最初于公元840年在中法兰克国王洛泰尔一世的一份手记中被提及。12世纪时，医院骑士团在沙尼修建了讲堂教会，其主体建筑后被扩建成为贝勒克鲁瓦城堡（Château de Bellecroix）。1220年，圣吕夫教会（Ordre de Saint-Ruf）曾在此修建了一处教堂，后于18世纪被拆毁。13世纪末，克吕尼修道院道士亦在此修建教堂，后扩建成为沙尼圣马丁教堂。中世纪末期，沙尼领土曾获得男爵爵位。法国大革命后，沙尼成为索恩-卢瓦尔省的一个市镇。1794年，连接沙尼的中部运河建成。工业革命期间，途径此地的巴黎－马赛铁路和讷韦尔－沙尼铁路相继建成通车，沙尼成为了一个重要的区域性铁路枢纽，当地出现了工人社区，人口数量亦有所增加。1965年9月，沙尼曾遭遇内涝，其市区内多处街道被洪水淹没。

## 地理

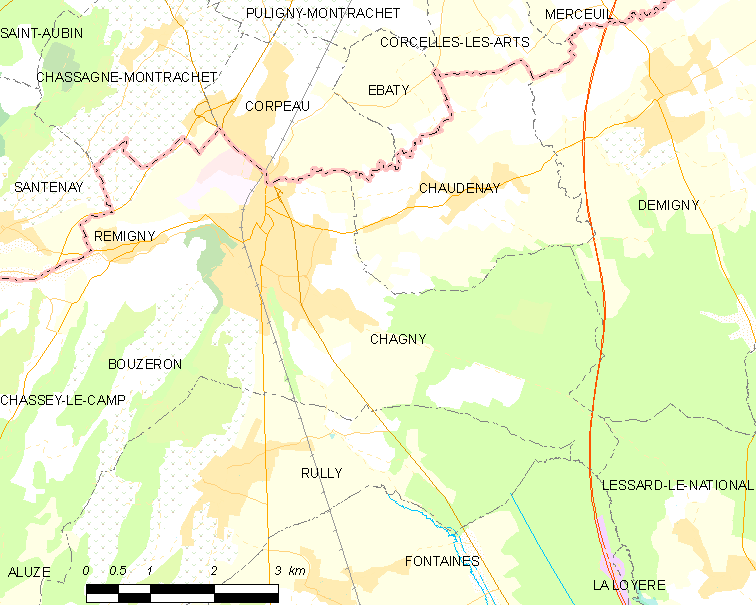
沙尼市镇范围地图

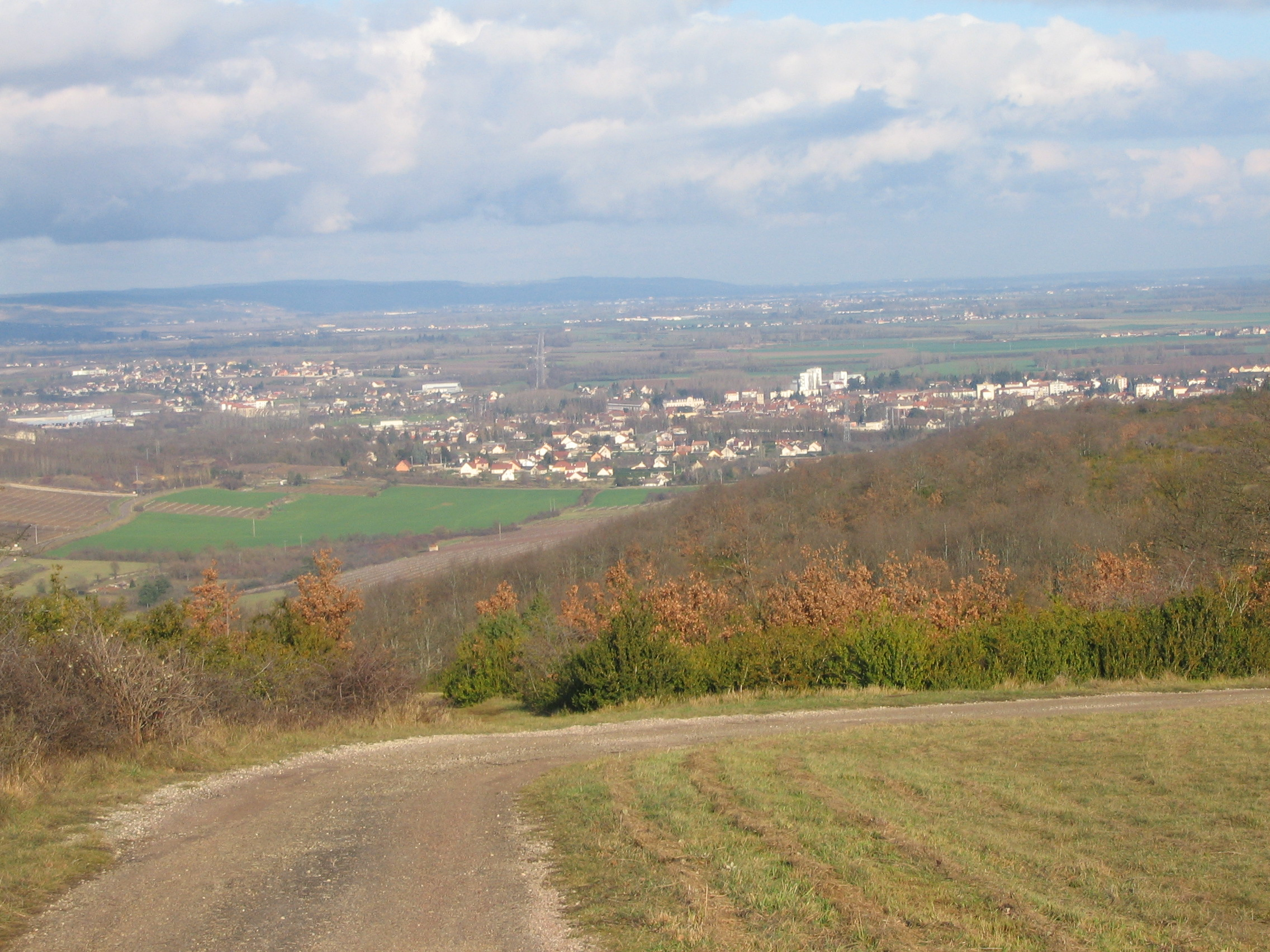
从莱尔米塔日山眺望沙尼市区

沙尼位于法国东部，勃艮第-弗朗什-孔泰大区中部和索恩-卢瓦尔省北部偏东，距离省会马孔大约76公里。与沙尼接壤的市镇包括：沙萨涅蒙拉谢、科尔波、勒米尼、布兹龙、吕利、绍德奈、德米尼、方丹和莱萨尔勒纳雄耐尔。

### 地形
沙尼位于科多尔山东南部，广义上为法国中央高原的东北部延伸地带，境内以平原为主，市镇中心地势较为平坦，西侧为莱尔米塔日山（Montagne de l'Ermitagne），其市镇范围全境海拔在201到315米之间。

### 水文
沙尼位于罗讷河流域范围内，其二级支流德讷河自西向东流经沙尼市区北部，另有人工开凿的中部运河穿越沙尼市区，后者的水量由船闸控制。

### 植被
沙尼属于温带阔叶混交林区，阿尔勒坎花园（Jardin d'Arlequin）是当地主要的城市绿地，林地则广泛分布于市区西侧（铁路线以西）以及河流附近。
在鲜花城市的评比中，沙尼被评为2星级鲜花城市。

### 气候
沙尼在柯本气候分类法中属于温带海洋性气候，因其距离海岸线相对较远，故当地气候又有一定的大陆性特征。
距离沙尼最近的常年气象站位于吕利境内，以下为该气象站的数据（其中日照数据取自第戎）：
| 吕利 1981年－2019年 | 吕利 1981年－2019年 | 吕利 1981年－2019年 | 吕利 1981年－2019年 | 吕利 1981年－2019年 | 吕利 1981年－2019年 | 吕利 1981年－2019年 | 吕利 1981年－2019年 | 吕利 1981年－2019年 | 吕利 1981年－2019年 | 吕利 1981年－2019年 | 吕利 1981年－2019年 | 吕利 1981年－2019年 | 吕利 1981年－2019年 |
| 月份                | 1月                 | 2月                 | 3月                 | 4月                 | 5月                 | 6月                 | 7月                 | 8月                 | 9月                 | 10月                | 11月                | 12月                | 全年                |
| ------------------- | ------------------- | ------------------- | ------------------- | ------------------- | ------------------- | ------------------- | ------------------- | ------------------- | ------------------- | ------------------- | ------------------- | ------------------- | ------------------- |
| 历史最高温 °C（°F） | 16.3 (61.3)         | 19.5 (67.1)         | 23.8 (74.8)         | 28 (82)             | 31.9 (89.4)         | 35.6 (96.1)         | 36.5 (97.7)         | 39.7 (103.5)        | 32.1 (89.8)         | 28.4 (83.1)         | 20.6 (69.1)         | 18.7 (65.7)         | 39.7 (103.5)        |
| 平均高温 °C（°F）   | 5.6 (42.1)          | 8.1 (46.6)          | 12.6 (54.7)         | 15.9 (60.6)         | 20.6 (69.1)         | 23.9 (75.0)         | 26.4 (79.5)         | 26.3 (79.3)         | 21.4 (70.5)         | 16.4 (61.5)         | 9.8 (49.6)          | 6 (43)              | 16.1 (61.0)         |
| 日均气温 °C（°F）   | 2.9 (37.2)          | 4.6 (40.3)          | 8.2 (46.8)          | 11.1 (52.0)         | 15.6 (60.1)         | 18.7 (65.7)         | 20.9 (69.6)         | 20.8 (69.4)         | 16.4 (61.5)         | 12.2 (54.0)         | 6.7 (44.1)          | 3.4 (38.1)          | 11.8 (53.2)         |
| 平均低温 °C（°F）   | 0.2 (32.4)          | 1 (34)              | 3.8 (38.8)          | 6.3 (43.3)          | 10.5 (50.9)         | 13.6 (56.5)         | 15.5 (59.9)         | 15.2 (59.4)         | 11.4 (52.5)         | 8 (46)              | 3.6 (38.5)          | 0.8 (33.4)          | 7.5 (45.5)          |
| 历史最低温 °C（°F） | −12.1 (10.2)        | −12 (10)            | −10.9 (12.4)        | −2.6 (27.3)         | 1.1 (34.0)          | 5.1 (41.2)          | 8.5 (47.3)          | 7.4 (45.3)          | 1.8 (35.2)          | −3.2 (26.2)         | −8.4 (16.9)         | −15.4 (4.3)         | −15.4 (4.3)         |
| 平均降水量 mm（）   | 61.4 (2.42)         | 55.5 (2.19)         | 51 (2.0)            | 61.8 (2.43)         | 74.6 (2.94)         | 59.5 (2.34)         | 67.1 (2.64)         | 65.2 (2.57)         | 64.6 (2.54)         | 79.8 (3.14)         | 81 (3.2)            | 66.4 (2.61)         | 787.9 (31.02)       |
| 月均日照時數        | 63.9                | 94.4                | 151.3               | 185.4               | 212.3               | 239.1               | 248.3               | 233.6               | 181.3               | 117.2               | 67.8                | 54.2                | 1,848.8             |
| 来源：infoclimat.fr |                     |                     |                     |                     |                     |                     |                     |                     |                     |                     |                     |                     |                     |

## 行政区划
沙尼的市镇编号为71073，邮政编号为71150。
在行政管理方面，沙尼隶属于法国勃艮第-弗朗什-孔泰大区索恩-卢瓦尔省索恩河畔沙隆区；在地方选举方面，沙尼是沙尼县的中央投票站所在地，其市镇范围全境被划入索恩-卢瓦尔省第三选区；在社会管理方面，沙尼是博讷城市圈公共社区的组成部分。
截至2023年9月，沙尼市镇范围内暂无任何城市敏感街区及城市政策优先街区。
法国国家统计与经济研究所（简称）在进行数据统计时，将沙尼及相邻的科尔波设为沙尼城市核心区，但未将沙尼划入任何城市区（）内。自2020年起，沙尼城市区被划入包含109个市镇的索恩河畔沙隆城市辐射区内。此外，还将沙尼市镇分为了2个“块区”（IRIS），以便于统计人口分布情况。

## 交通

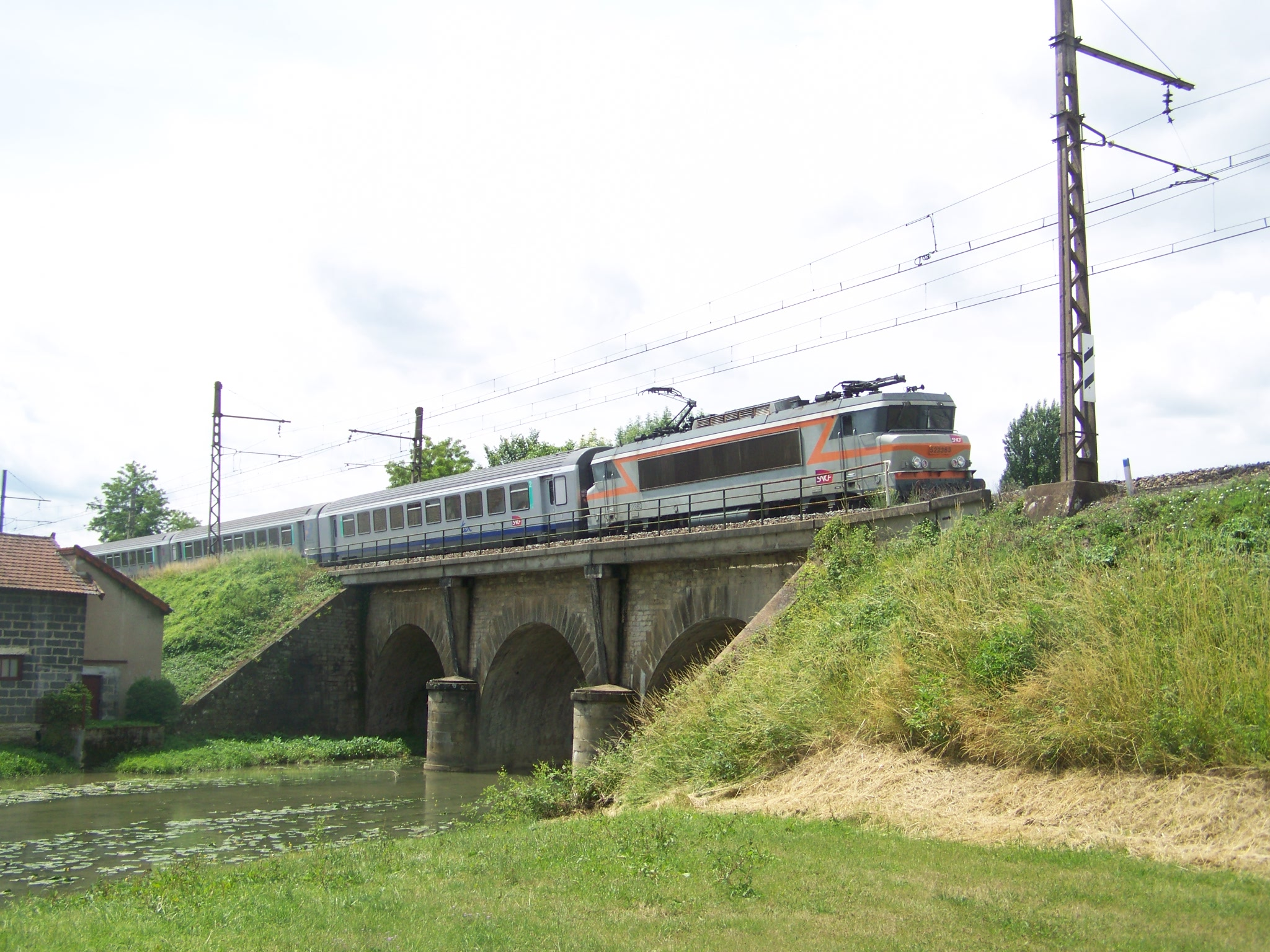
途径沙尼的一辆区域列车

### 公路
A6高速公路经过沙尼市镇范围东部，但未设有连接市区的出入口；索恩-卢瓦尔省省道D62线、D219线、D906线和D981线在沙尼境内交汇。勃艮第-弗朗什-孔泰大区下属的城际客运提供巴士线路，可前往欧坦及沿途主要市镇。
| 24.1 | 17 |

| 25 | 15 |

| 马孔 | 76 |

| 索恩河畔沙隆 | 18 |

| 博讷 | 16 |

| 诺莱 | 16 |

| 欧坦 | 42 |

| 克吕尼 | 58 |

2018年，72.8%的沙尼家庭拥有至少一辆私人汽车。2019年，沙尼境内共发生各类交通事故3起，造成4人受伤。

### 铁路
沙尼位于巴黎－马赛铁路和讷韦尔－沙尼铁路的交汇处。沙尼站位于市区南部，停靠多个方向的区域列车：
- 巴黎贝西站—桑斯—拉罗什-米热讷—第戎—博讷—沙尼—索恩河畔沙隆—马孔—里昂（每天往返5班）
- 第戎—博讷—沙尼—索恩河畔沙隆—马孔—里昂（每天往返7班）
- 第戎—博讷—沙尼—索恩河畔沙隆（每天往返10班，停靠沿途所有车站）
- 蒙沙南—沙尼—索恩河畔沙隆（每天往返6班，停靠沿途所有车站）

### 航空
距离沙尼最近的民用航空站为多勒机场，距离沙尼市中心的公路里程约64公里。

### 城市公共交通
截至2022年8月，沙尼暂无城市公共交通系统。

## 政治

### 市政内阁

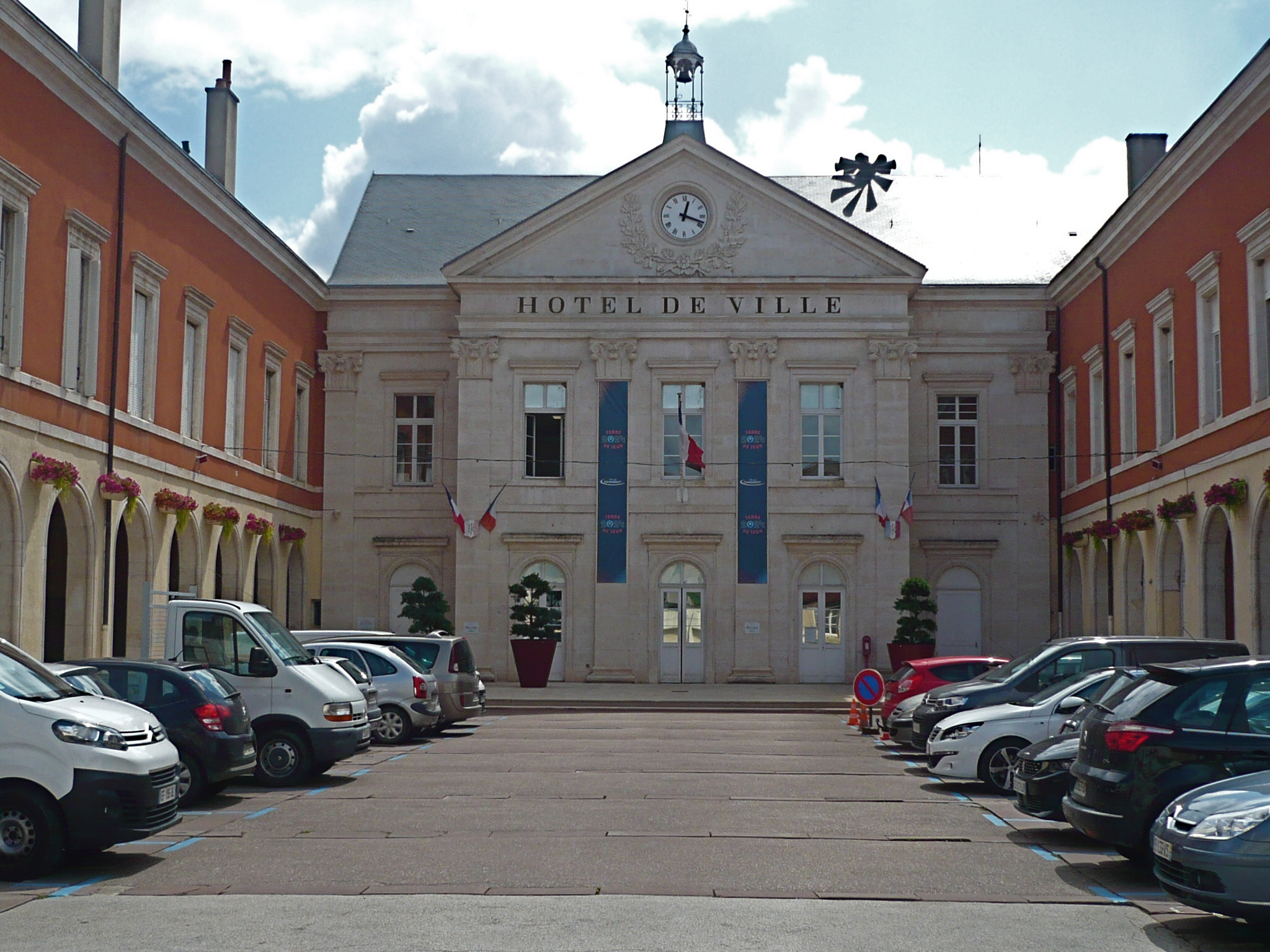
沙尼市政厅

沙尼的现任市长为塞巴斯蒂安·洛朗先生（Sébastien LAURENT），他是一名右翼无党派人士，在2020年的市政选举中获得了41.48%的支持率。
| 沙尼历届市长   | 沙尼历届市长                      | 沙尼历届市长         |
| 任期           | 市长                              | 党派                 |
| -------------- | --------------------------------- | -------------------- |
| 1947年－1953年 | François MICHAUD 弗朗索瓦·米绍    | 不详                 |
| 1953年－1977年 | Marcel CHAROLAIS 马塞尔·沙罗莱    | SFIO工人国际法国支部 |
| 1977年－1989年 | Daniel MALINGRE 达尼埃尔·马兰格尔 | PS社会党             |
| 1989年－2001年 | Michel LAUZIER 米歇尔·洛齐耶      | PS社会党             |
| 2001年－2020年 | Michel PICARD 米歇尔·皮卡尔       | DVD右翼无党派人士    |
| 2020年－       | Sébastien LAURENT 塞巴斯蒂安·洛朗 | DVD右翼无党派人士    |

### 各级选举
| 沙尼历届投票选举结果 | 沙尼历届投票选举结果  | 沙尼历届投票选举结果 | 沙尼历届投票选举结果 | 沙尼历届投票选举结果                        | 沙尼历届投票选举结果 | 沙尼历届投票选举结果 | 沙尼历届投票选举结果                        | 沙尼历届投票选举结果 | 沙尼历届投票选举结果 |
| 选举项目             | 选举范围              | 选区单位             | 选区单位内的选举结果 | 选区单位内的选举结果                        | 选区单位内的选举结果 | 选区单位内的选举结果 | 选区单位内的选举结果                        | 选区单位内的选举结果 | 参考资料             |
| 选举项目             | 选举范围              | 选区单位             | 第一轮胜出者         | 第一轮胜出者                                | 支持率               | 第二轮胜出者         | 第二轮胜出者                                | 支持率               | 参考资料             |
| -------------------- | --------------------- | -------------------- | -------------------- | ------------------------------------------- | -------------------- | -------------------- | ------------------------------------------- | -------------------- | -------------------- |
| 2017年法國總統選舉   | 法國                  | 市镇                 |                      | 玛丽娜·勒庞                                 | 29.27%               |                      | 埃马纽埃尔·马克龙                           | 56.15%               | [ 21 ]               |
| 2017年法国立法选举   | 索恩-卢瓦尔省第三选区 | 市镇                 |                      | 雷米·勒贝罗特                               | 32.36%               |                      | 雷米·勒贝罗特                               | 59.67%               | [ 21 ]               |
| 2019年欧洲议会选举   | 法國                  | 市镇                 |                      | 若尔丹·巴尔代拉                             | 28.77%               | （不适用）           | （不适用）                                  | （不适用）           | [ 23 ]               |
| 2021年法国省级选举   | 索恩-卢瓦尔省         | 县                   |                      | 克洛代特·布吕内-莱舍诺 让-克里斯托夫·德西厄 | 41.14%               |                      | 克洛代特·布吕内-莱舍诺 让-克里斯托夫·德西厄 | 50.02%               | [ 24 ]               |
| 2021年法国省级选举   | 索恩-卢瓦尔省         | 市镇                 |                      | 塞巴斯蒂安·洛朗 茜尔维·特拉蓬               | 42.84%               |                      | 塞巴斯蒂安·洛朗 茜尔维·特拉蓬               | 55.24%               | [ 24 ]               |
| 2021年法国大区选举   |                       | 市镇                 |                      | 吉勒·普拉特雷                               | 26.74%               |                      | 玛丽-吉特·迪费                              | 38.95%               | [ 25 ]               |
| 2022年法国总统选举   | 法國                  | 市镇                 |                      | 玛丽娜·勒庞                                 | 31.95%               |                      | 玛丽娜·勒庞                                 | 52.64%               | [ 21 ]               |
| 2022年法国立法选举   | 索恩-卢瓦尔省第三选区 | 市镇                 |                      | 桑德里娜·巴鲁安                             | 29.62%               |                      | 桑德里娜·巴鲁安                             | 51.77%               | [ 21 ]               |

## 人口
2020年，沙尼市镇人口数量为5,516，在法国排名第2,016位。其中男性2,687人，女性2,841人，75岁及以上人口占9.9%，外籍人口数量为228人，人口密度为292人/平方公里，当地居民被称为（男性）或（女性）。2020年，沙尼境内出生53人，死亡人口100人。
| 沙尼1901年－2019年人口变化情况 |
|                                |
| 数据来源：Cassini、INSEE       |

## 经济
沙尼是一个区域性的中心城市。截止2022年8月，沙尼市镇范围内共有各类用人单位（包含自雇）741家，平均历史为18年，其中91.46%为中小型企业（PME），2022年6月至8月间，当地的经济活力指数为0.81%。（饮料）、（饮品销售）及（企业管理）是当地2021年营业额最高的三个企业，分别为44,809,309欧元、9,807,182欧元和5,745,404欧元。

## 财政与居民收入
2020年，沙尼的财政收入总额为6,095,070欧元，财政支出总额为4,137,980欧元，当年的债务总额为3,440,300欧元。2021年，沙尼市镇共获得554,984欧元的国家财政补助，比上一年减少了1.21%。
2019年，沙尼的人均月收入总额为1,975欧元，其中高级职员为3,260欧元，低于法国平均水平（4,230欧元）；中级职员为2,312欧元，低于法国平均水平（2,411欧元）；普通职员为1,714欧元，亦低于法国平均水平（1,740欧元）。
2020年，沙尼境内的青壮年（15至64岁）失业率为13.2%，当地40.7%的家庭拥有纳税资格，平均纳税2,174欧元，低于法国平均水平（4,393欧元）。

## 社会事务

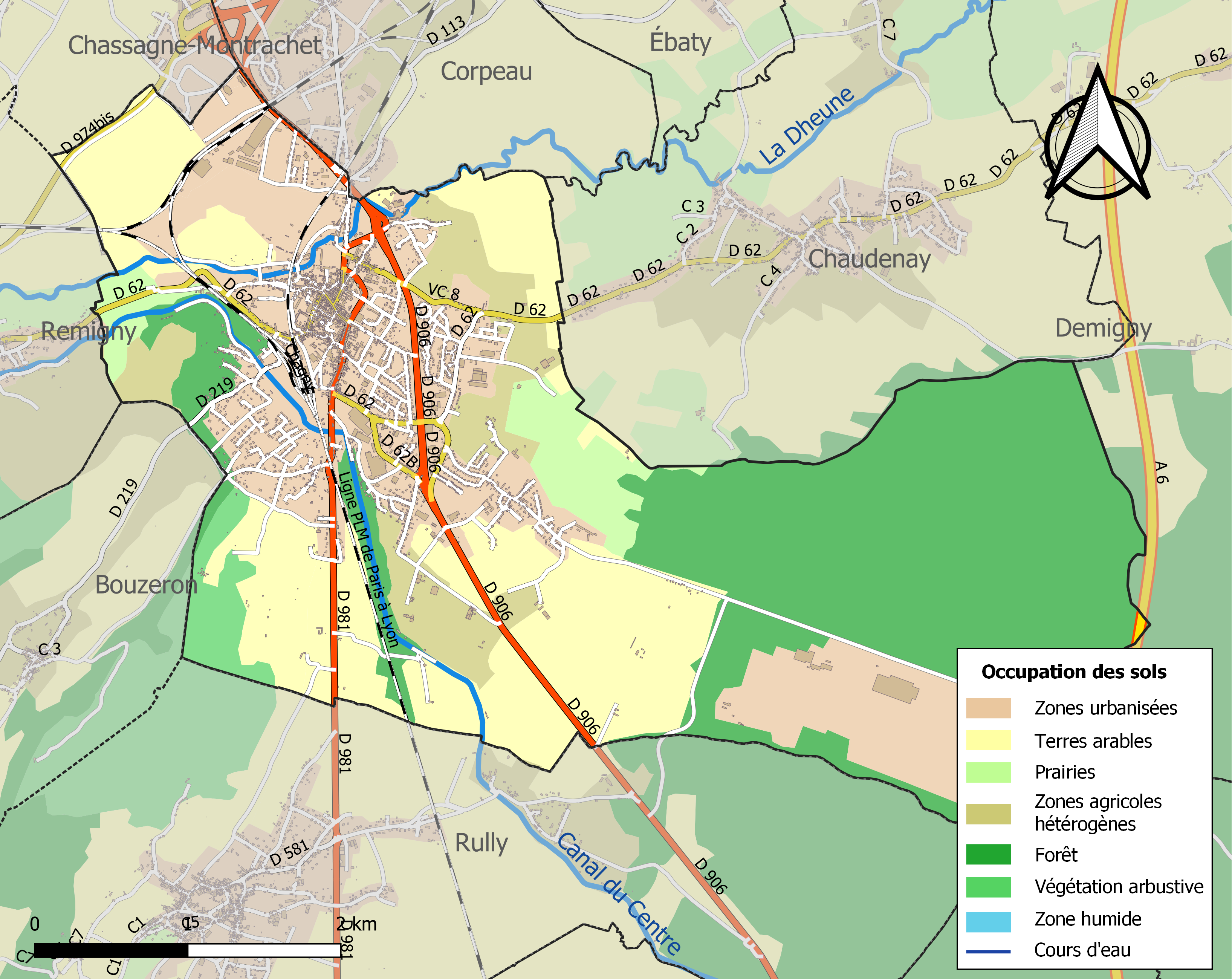
沙尼土地利用情况地图

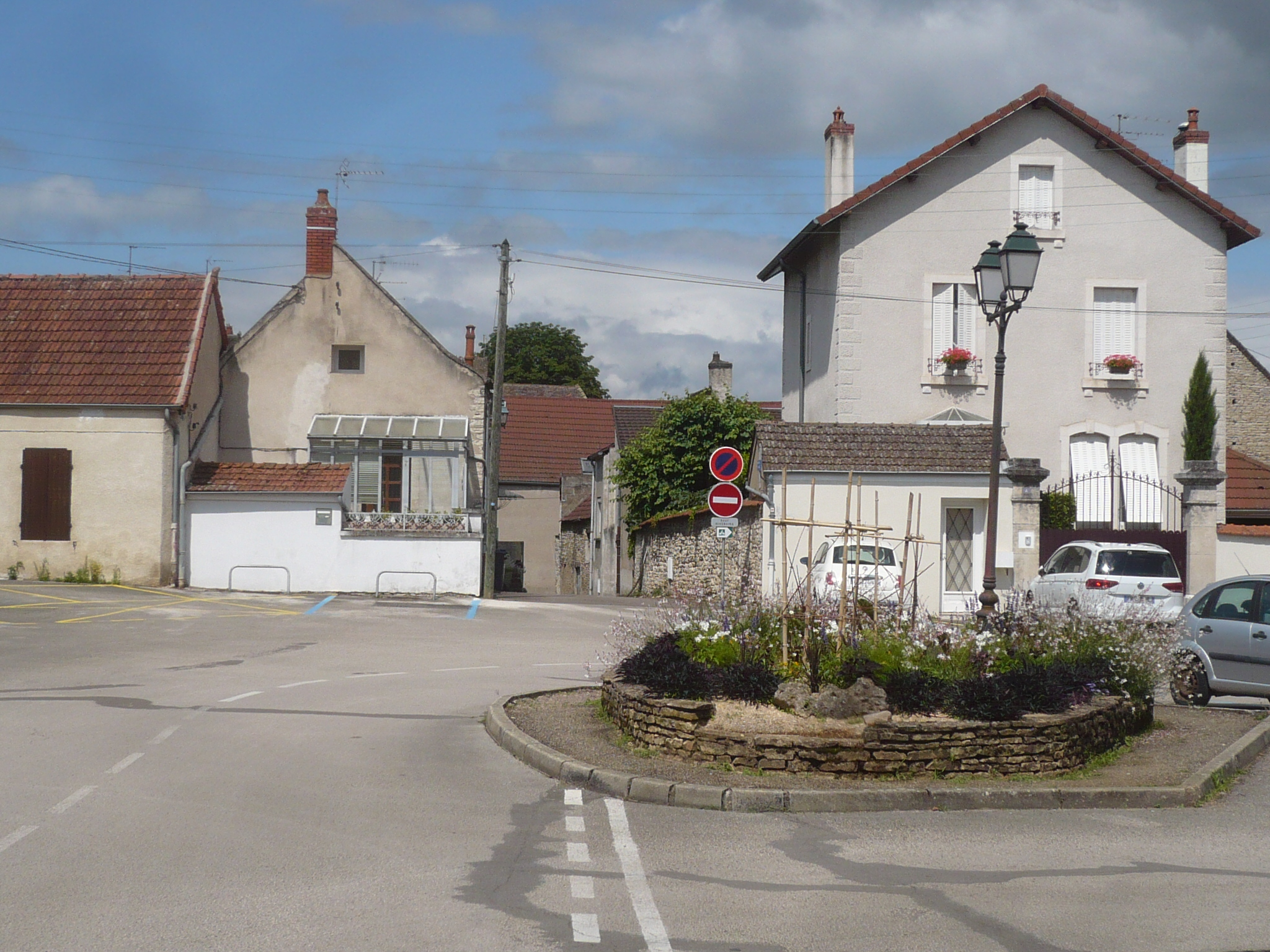
沙尼镇中心的萨克街口

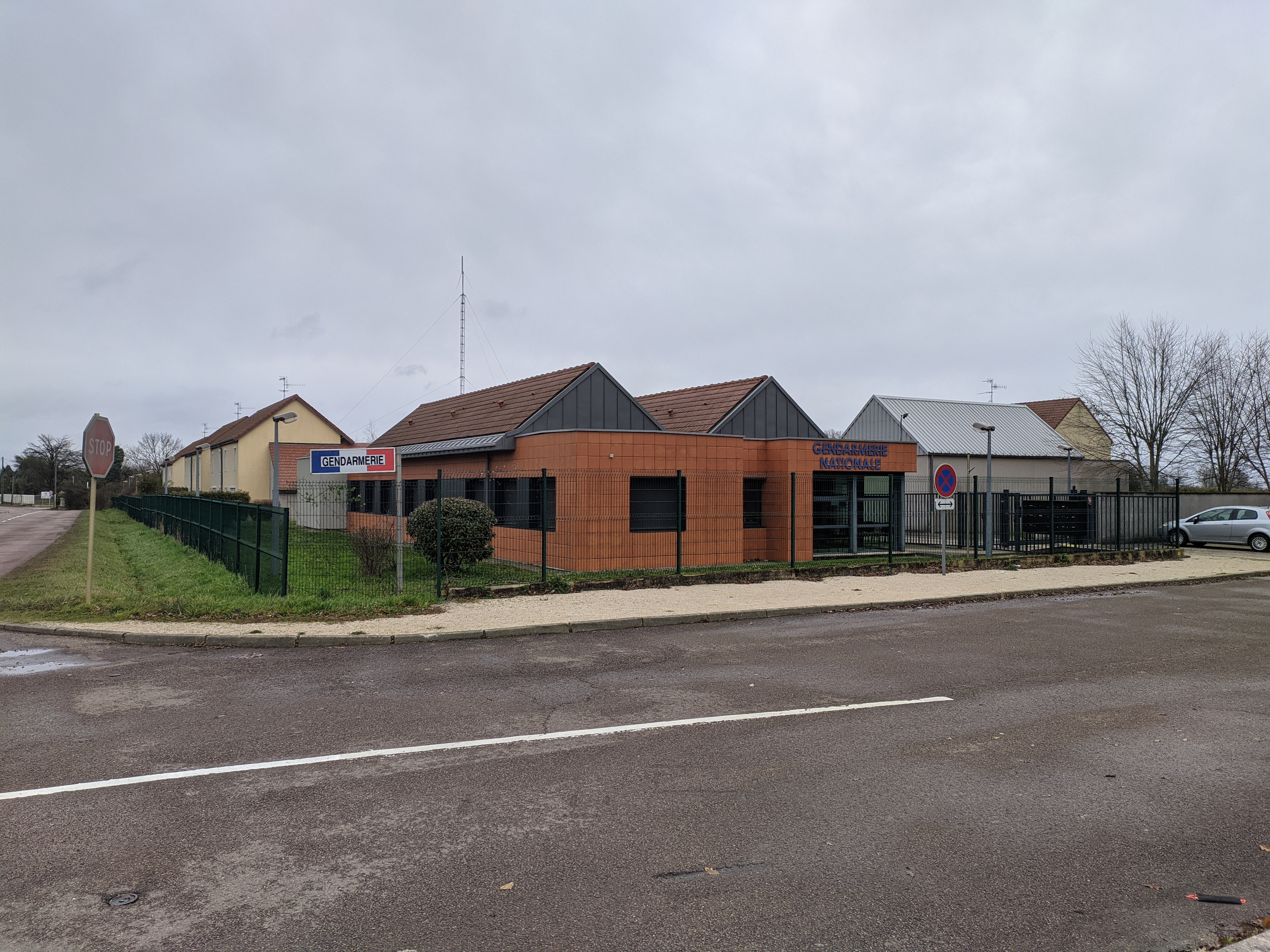
沙尼宪兵队

### 教育
沙尼属于第戎学区。截止2020年1月1日，沙尼境内共有2所幼儿园、2所小学和1所初级中学。2018至2019学年度，沙尼境内共有在校中等教育阶段学生934名。

### 医疗
截止2020年1月1日，沙尼境内共有全科医生4名、保健师7名、牙医3名、护士8名和助产士1名。境内共有药房2家、养老院1家。
沙尼中心医院（Centre Hospitalier de Chagny）是法国的一个区域性医疗机构，其主病区位于沙尼市区，设有床位20个，另有一个含156个床位的老年人看护中心。

### 住房
2018年，沙尼境内共有各类住房2,905套，其中55.1%为独立式居民区，44.8%为集中式居民区。常住房屋占沙尼市镇范围内居民建筑总量的87.2%。
在住房保障政策方面，2020年，沙尼境内共有515户家庭获得了住房经济补助，受益人数占总人口数量的9.3%，其中493份为房租补助。

### 商业
2019年，沙尼境内共有各类实体商铺151家，其中餐厅19家、大型超市4家、杂货店2家、面包房5家、肉铺4家、书店2家、装饰品店0家、银行门店9家、美容美发店11家、汽车维修店9家。镇中心建有Casino超市；市区东南部建有开放式商业街区，有Intermarché、Mr.Bricolage等大型购物商场。

### 体育
2020年，沙尼境内共有1家游泳池、1间体育馆、4处网球场、1处足球或橄榄球场以及4处篮球或排球场。
截至2022年8月，沙尼境内共有家注册足球俱乐部。沙尼铁道工体育联盟（AS Cheminots Chagnotins，编号506775）是当地的代表性足球队，其主队2022至2023赛季参加索恩-卢瓦尔省足球联赛乙组（法国第十级别），其主场为马塞尔·迪韦尔热球场（Stade Marcel Duverger）。

### 环境
沙尼的环境事务由其所属的博讷城市圈公共社区联合各级政府协调负责。2019年，沙尼境内共有1家污染企业。

### 治安
2019年，沙尼市镇范围内有1处宪兵队。
沙尼及其附近的共136个市镇是索恩河畔沙隆国家宪兵队（zone gendarmerie de Chalon-sur-Saône）的管辖范围。2020年，该宪兵队累计记录各类案件2,030起，其中盗窃类案件935起，经济类案件327起，毒品交易类案件116起。

## 文化
2020年，沙尼境内暂无任何文化设施。沙尼市政府提供市政图书馆（Bibliothèque municipale），每周二至六向公众开放。

### 建筑
沙尼境内有多处历史建筑，其中法国国家文物保护单位包括沙尼圣马丁教堂、贝勒克鲁瓦城堡十字架等，人民活动中心（Maison du peuple）则是当地的地标性建筑物。

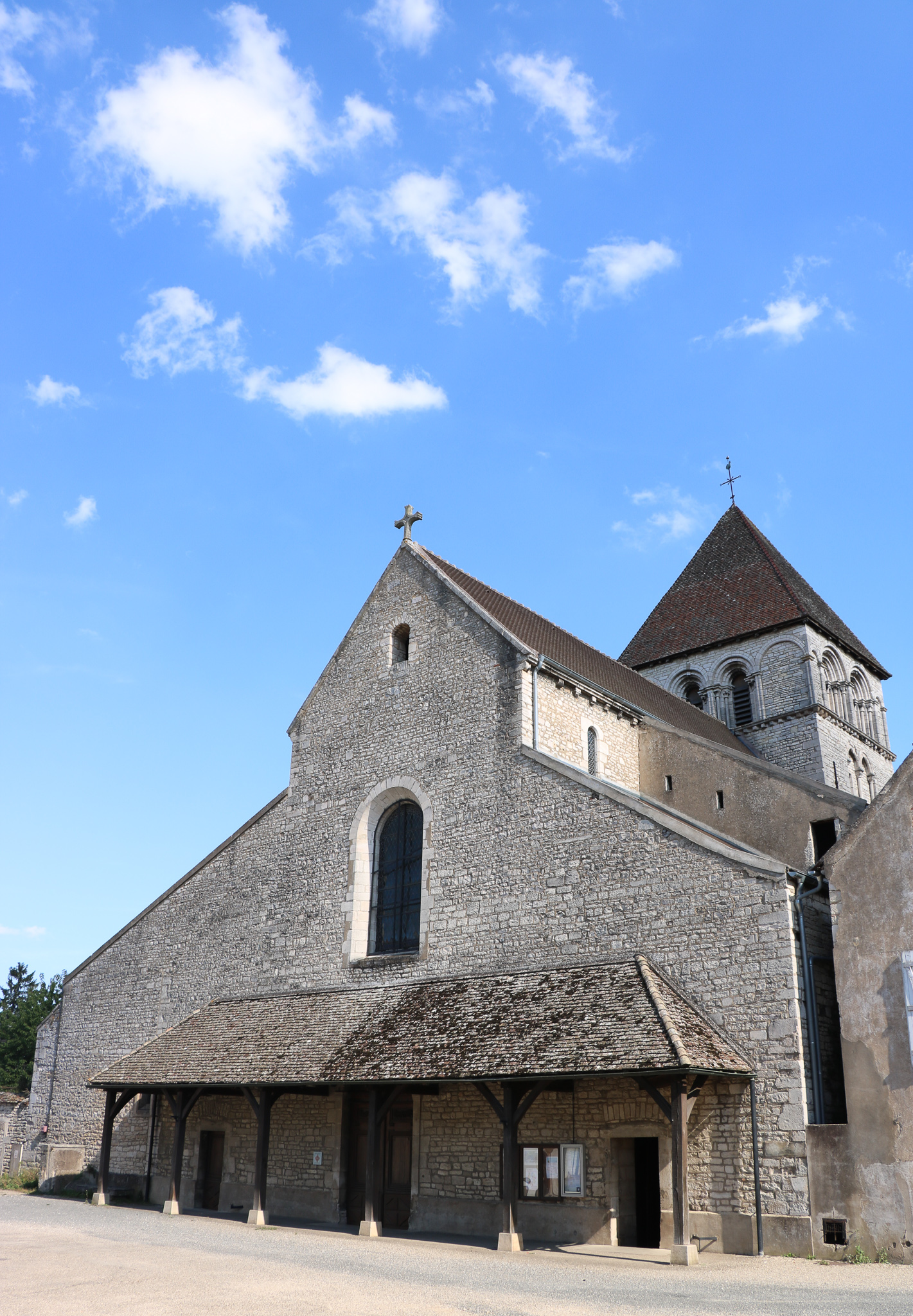
圣马丁教堂
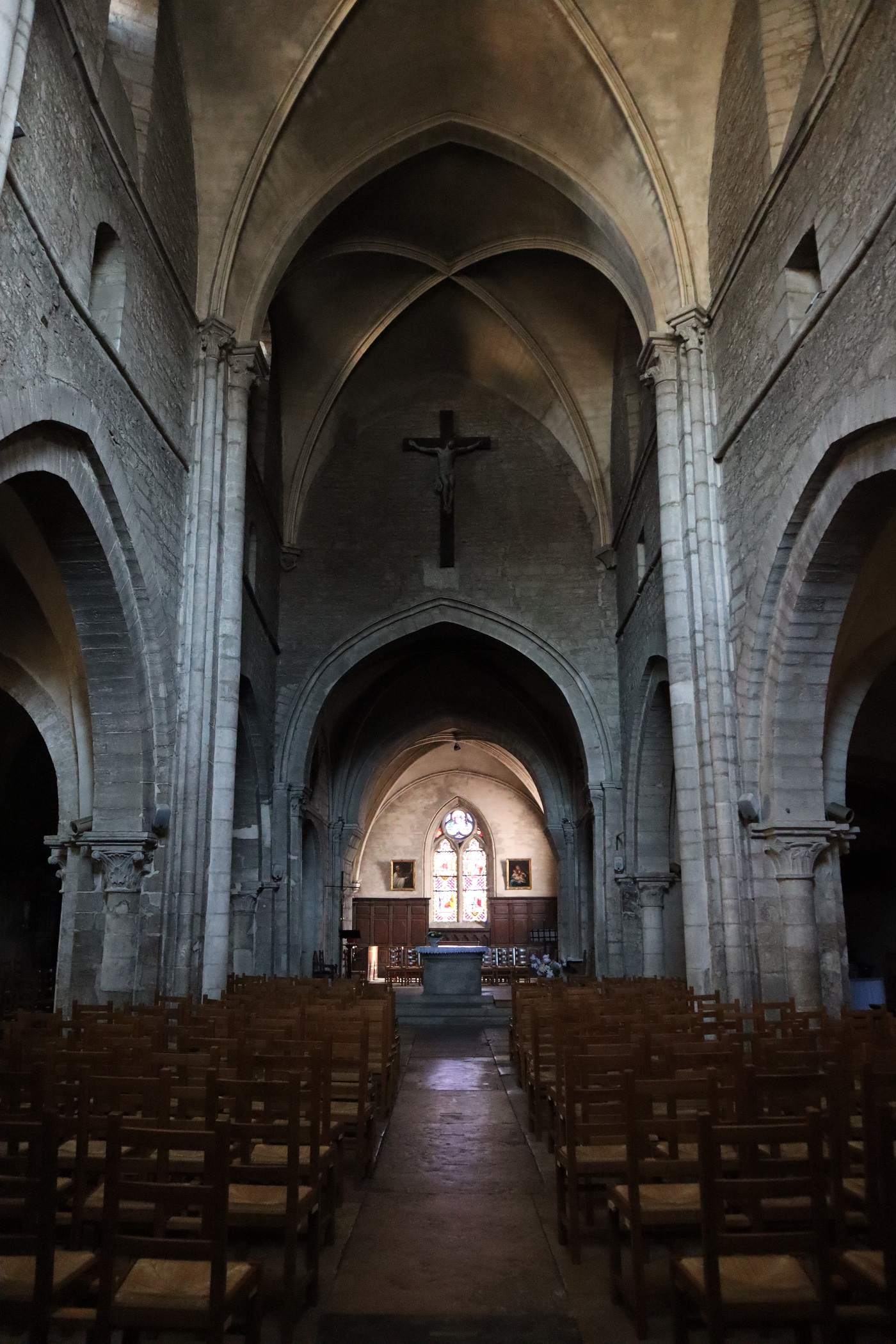
教堂大厅
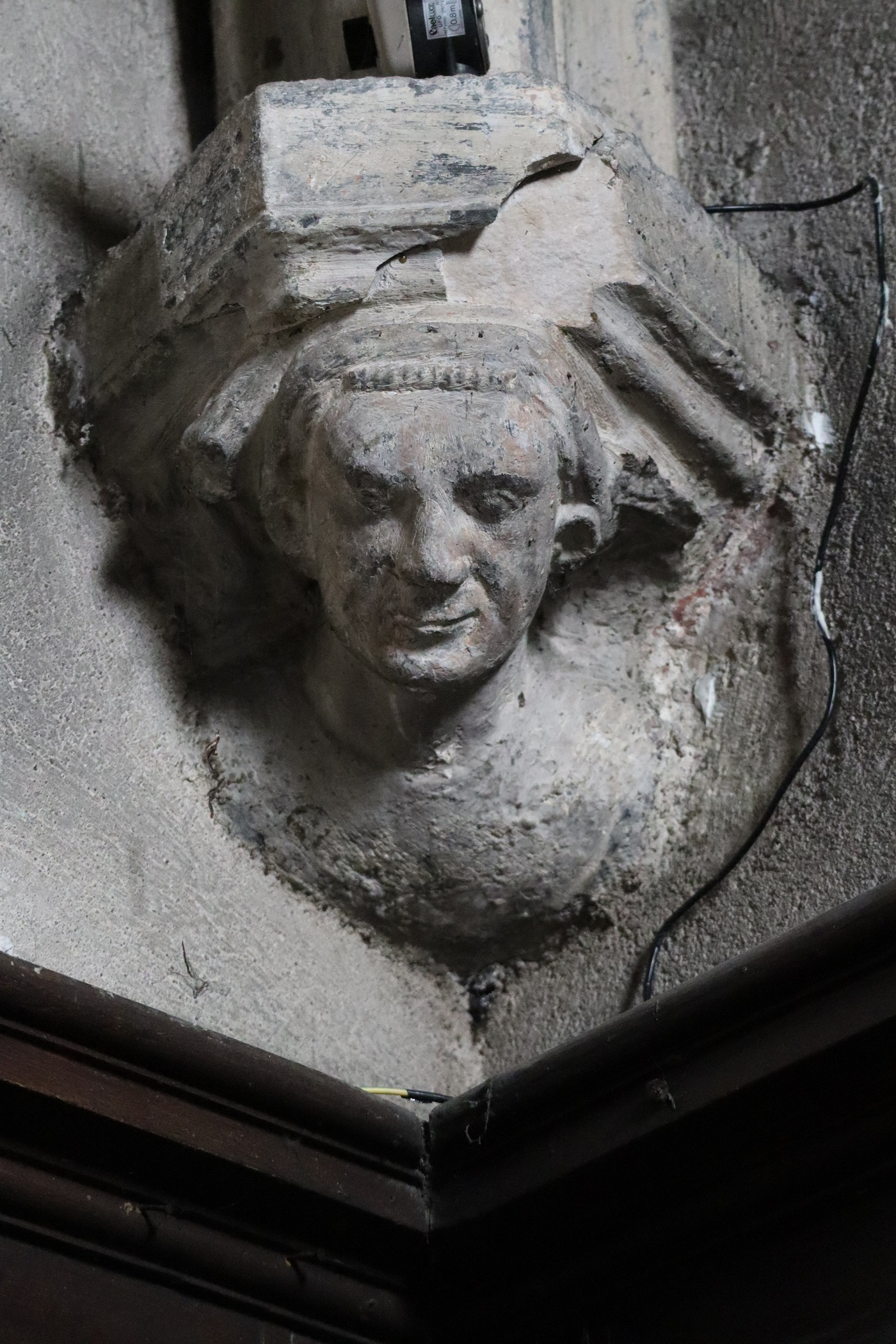
教堂石刻
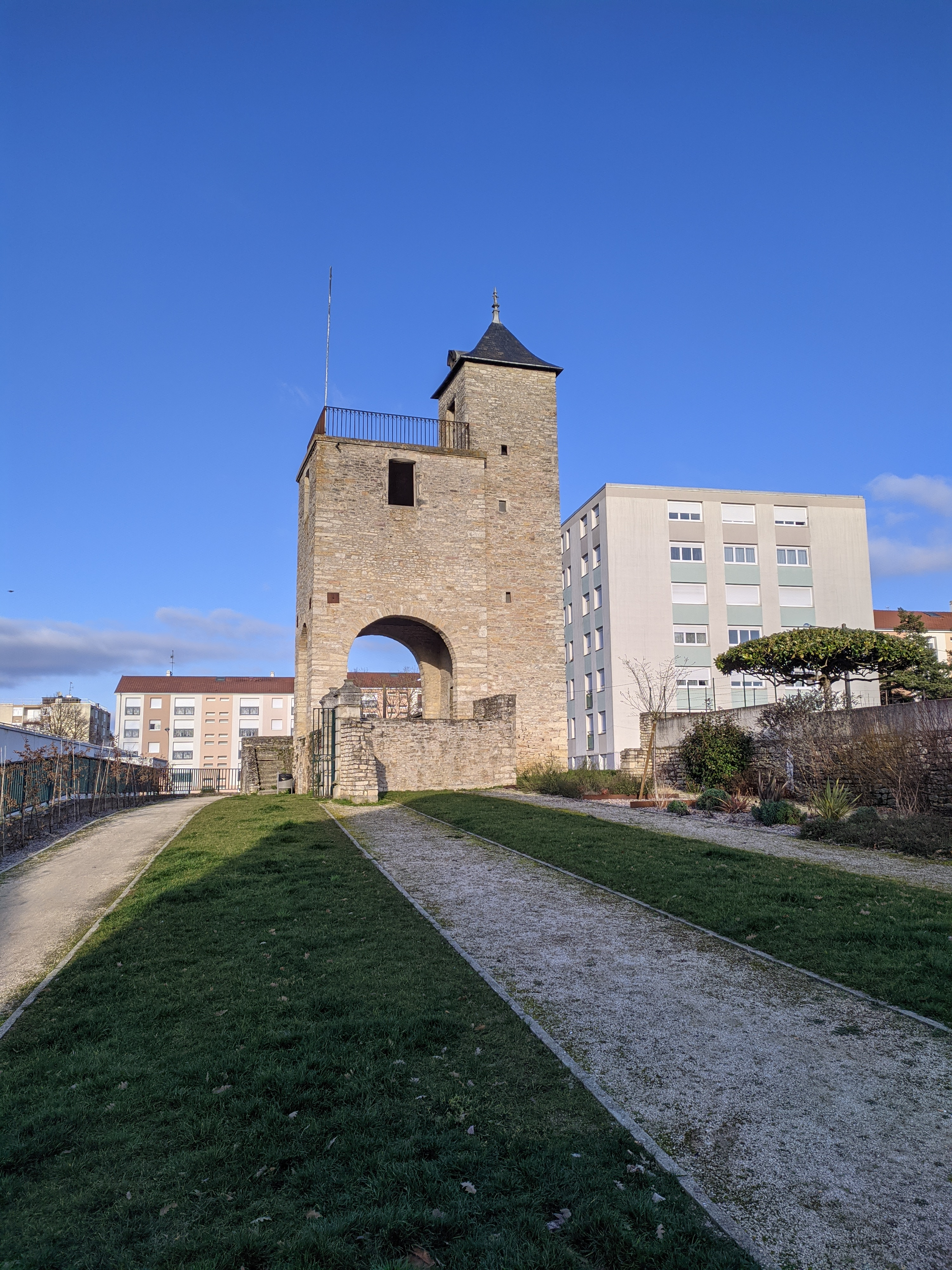
城门塔
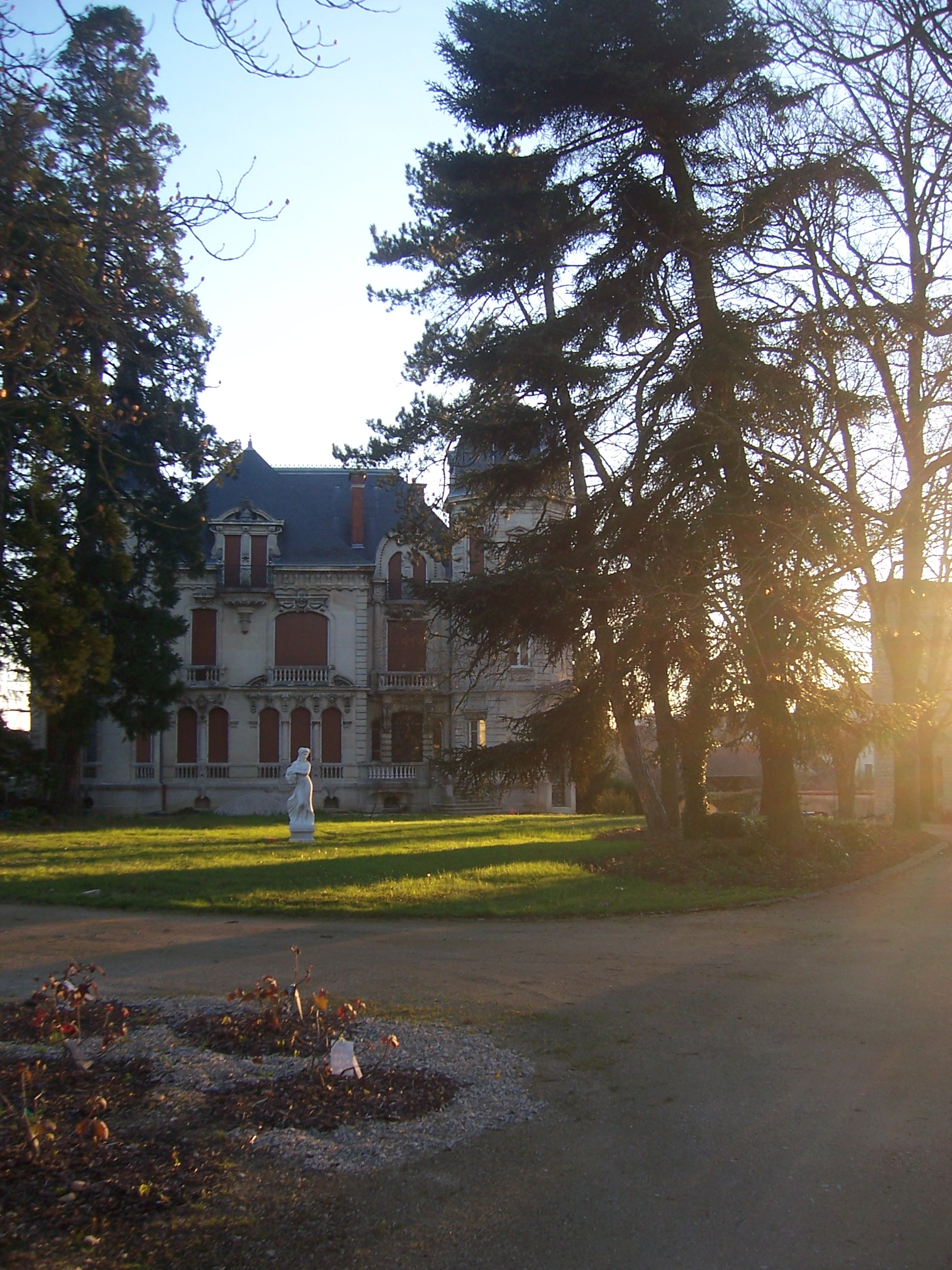
迪奥城堡花园
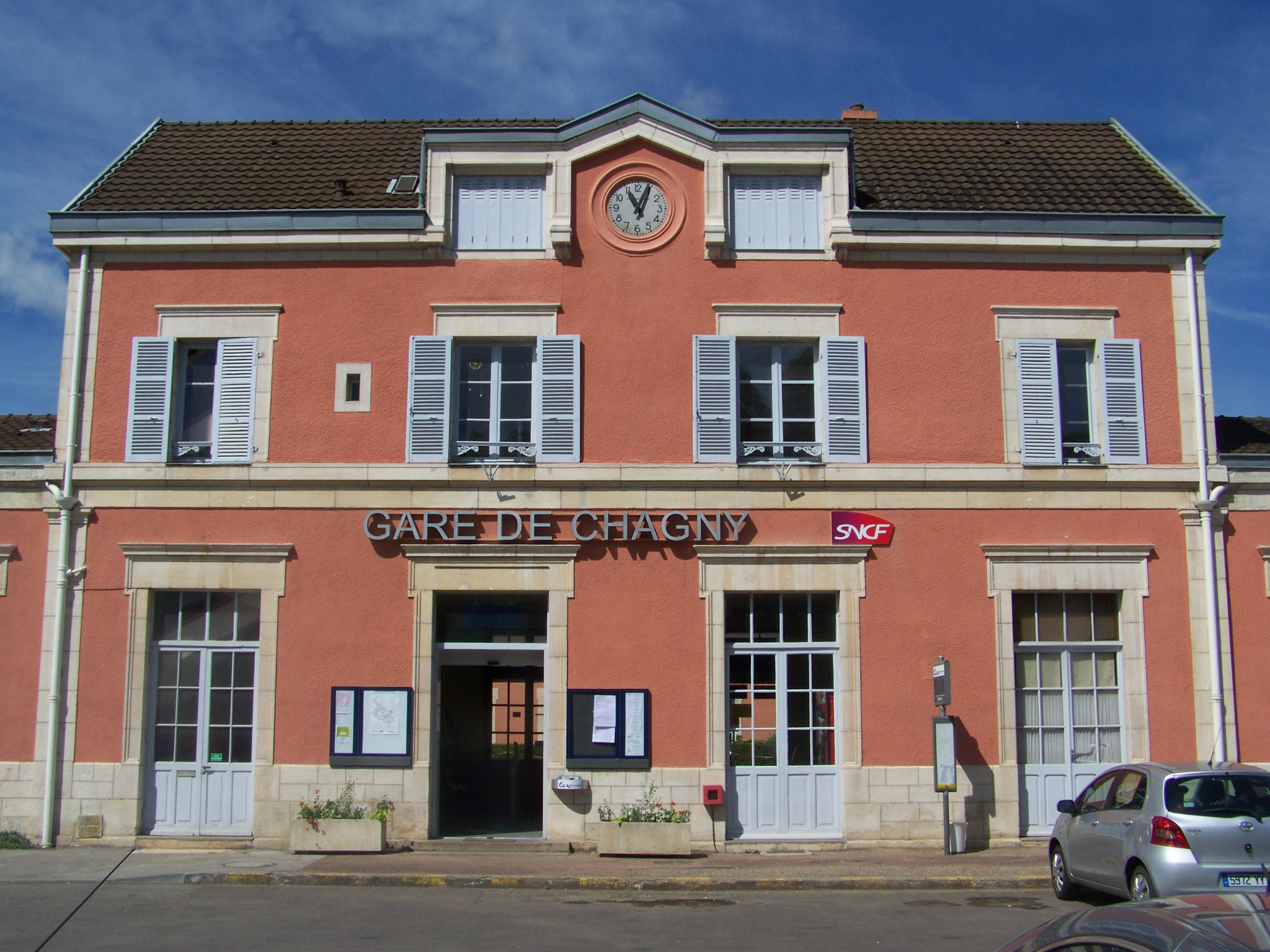
沙尼火车站站房
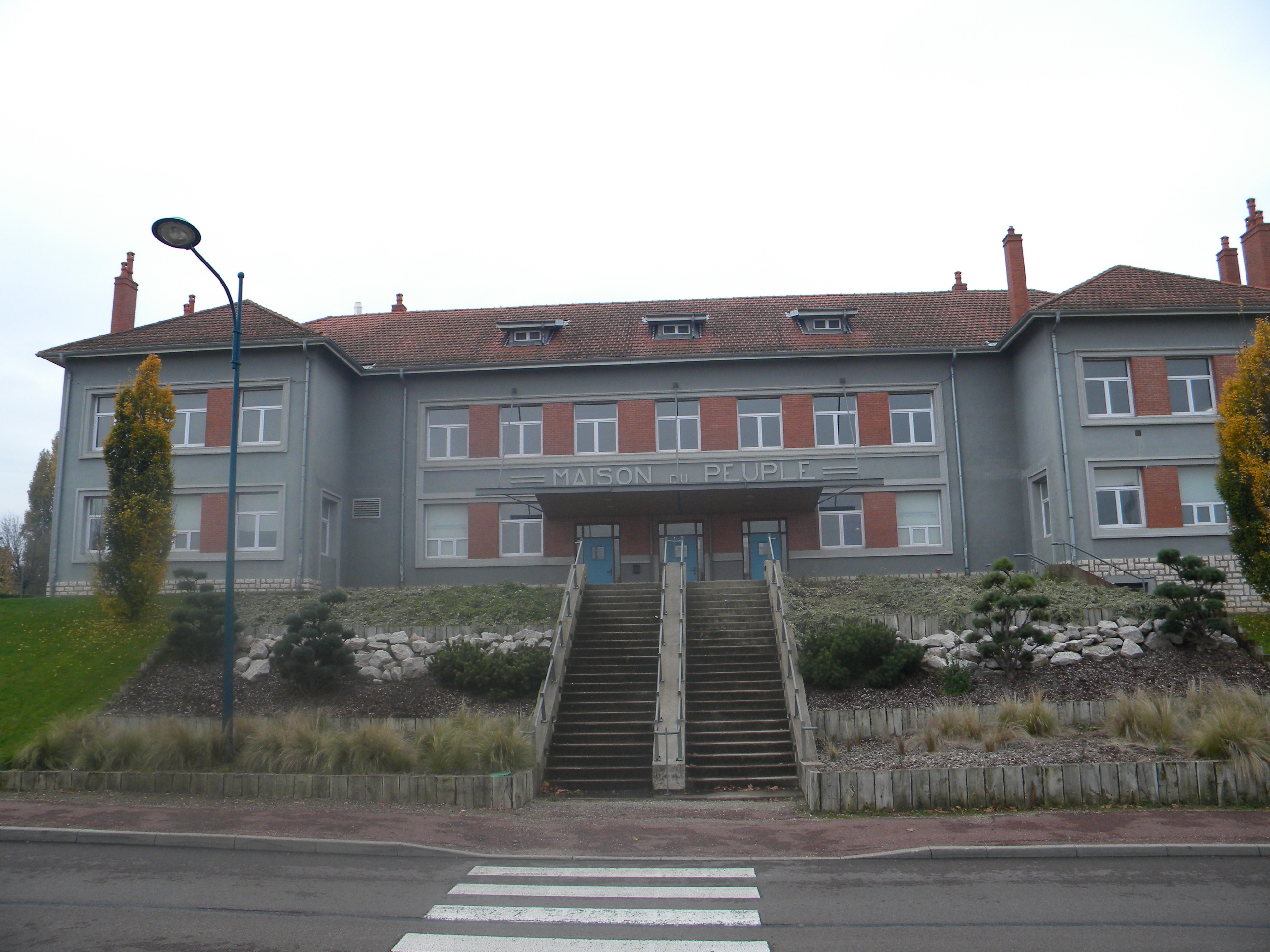
人民活动中心
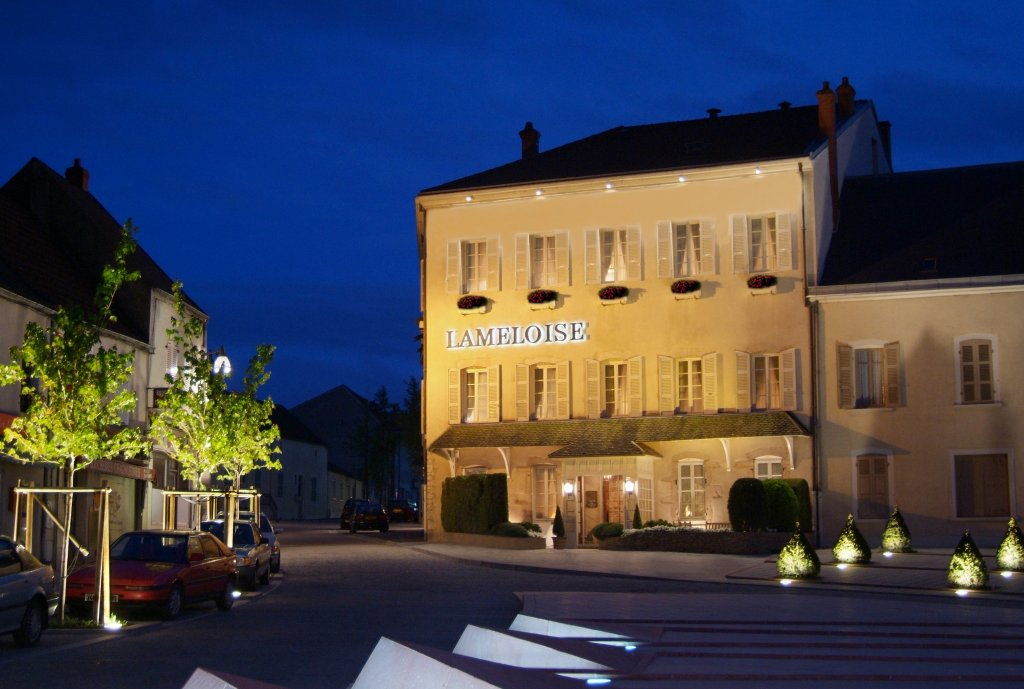
拉姆卢瓦斯餐厅

### 旅游
沙尼的旅游事务由其所属的博讷城市圈公共社区负责。2021年，沙尼境内共有6家酒店共计93间房间；另有1个露营地，可容纳共101辆露营车。

### 媒体
法国主要的媒体均可在沙尼接收，法国电视三台下属的勃艮第-弗朗什-孔泰大区频道在部分时段播出沙尼所属区域的地方新闻。《索恩-卢瓦尔省日报》、蓝色法兰西勃艮第广播等是当地主要的地方性媒体。

## 相关人物
法国政治家让·沙芒、军事家让·马涅和厨师雅克·拉姆卢瓦斯出生于沙尼。

## 友好城市
截至2022年8月，沙尼共与三座城市互为友好城市关系：
- 德国 维森
- 英格兰 莱奇沃思
- 葡萄牙 塞爾韋拉新鎮